# スモークウッド
スモークウッドとは、粉状にした木材を、植物性の樹脂で1本の木材のように固め燻製を作る時に煙を出すための固形燃料として加工された燻煙材である。よって、スモーカー（燻煙をかけるための箱状の装置）の中で使用される。類似した燻煙材としては、木材を細かな木片にしたスモークチップ（スモークチップス、または、単にチップと呼ばれることもある）が有名である。

## 概要
スモークウッドはスモークチップと同様に、様々な種類の木を原料として製造されている。原料として使用される木の種類としては、クルミ（オニグルミ、ヒッコリー）、サクラ、ナラ、リンゴなどが挙げられる。スモークウッドは、まず、これらの木のうち、どれかを選択し、次に、選択した木から樹皮などを取り除いてから粉状にし、最後に、植物性の樹脂を使って1本の角材のように固めるという方法で作られている。なお、スモークチップの中には粉状にされた製品も存在するので、粉状タイプのスモークチップを樹脂で固めたものが、スモークウッドであると言うこともできる。

## 長所と短所
スモークチップなどの燻煙材を使った場合、長時間に渡って一定量の煙を発生させ続けることは困難であり、さらに、燻煙材をどのような状態にしてから使用するかによっても煙の発生の仕方が異なるなど、熟練していないと狙い通りの燻煙時間や燻煙量が得られないといった問題がある。しかし、スモークウッドの場合は、ただ単に、その一端に点火するだけで線香のように燃えてゆき、1本につき3時間半〜4時間程度の間、安定的に煙を出し続けてくれる。このため、燻煙作業の準備や管理が容易であるという長所を持つ。
反面、スモークチップであれば、別種の木から作られたスモークチップを任意の割合でブレンドして使うことができるのに対し、スモークウッドでは、それができないという欠点も持つ。また、熟練した者であればスモークチップを使えば燻煙時間や燻煙量を自在に調節できるが、スモークウッドでは、ほぼ一定の燻煙時間や燻煙量となってしまい、自由度が落ちるという欠点もある。